# Joseph Schweizer
Franz Joseph Schweizer (* 19. Dezember 1794 in Passau; † 3. Juni 1849 ebenda) war ein bayerischer Kommunalpolitiker.

## Werdegang
Schweizer wurde 1794 als Sohn des bürgerlichen Lederers Johann Paul Schweitzer und dessen Ehefrau Elisabeth Popper in Passau-Innstadt geboren. 1827 ehelichte er die Schiffsmeisters- und Weinwirtstochter Louise Wenzl. Er war von 1846 bis 1849 rechtskundiger Bürgermeister von Passau. In seiner Amtszeit wurde die Donaustraße nach Obernzell angelegt, die Ilzstadt mit einer Ufermauer versehen, die Innbrücke erneuert und das Rathaus Passau durch das ehemalige Dikasterialgebäude in der Schrottgasse erweitert.